# عضلة شظوية قصيرة

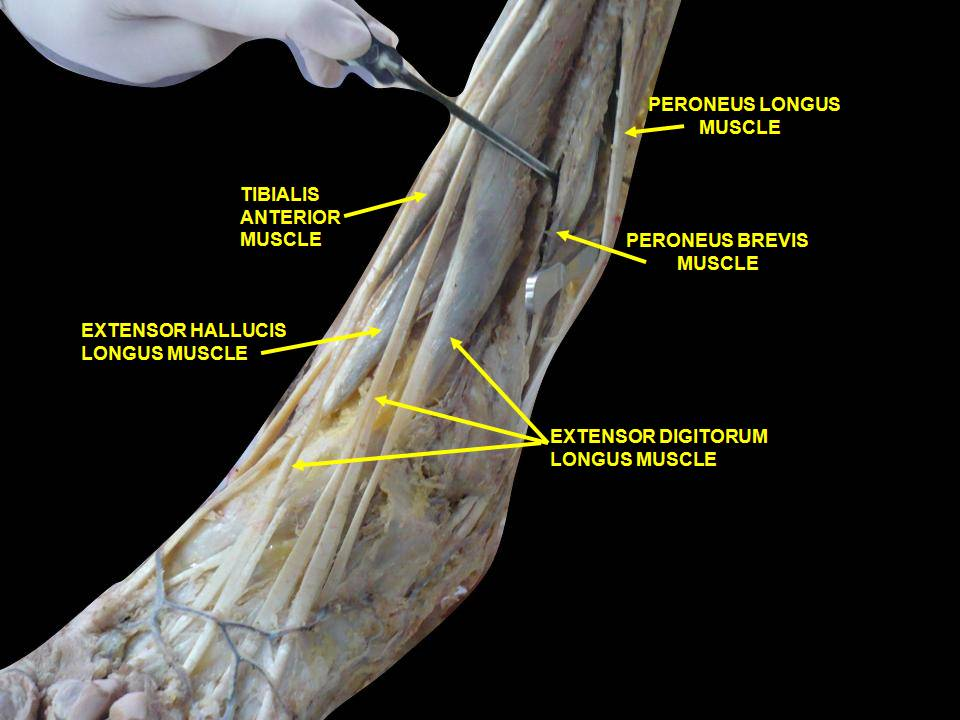
العَضلة الشَظوية القَصيرة (Peroneus Brevis muscle)

العَضلة الشَظوية القَصيرة  (بالإنجليزية:Peroneus Brevis muscle) ،هي عضلة من عَضلات الطَرف السُفلي لِجسم الإنسان .

## المَنشأ
تَنشأ العَضلة مِن ثُلاثا الجزء السُفلي للسطح الجانِبي لعظمة الشظية.

## المَغرس
تَنغرس هذهـ العَضلة في حَدبة قاعِدة العظمة الخامِسة من عظام مِشط القَدم.

## العَصب
يَتصل بِها العَصب العَضلي الجِلدي (Musculocutaneous Nerve).

## الحَركة
تَقوم هذه العَضلة بِـ:
1. الثَني الأَخمصي (Planter Flexion) للقَدم.
2. انقِلاب خارجِي (Everyion) للقَدم.

## المَراجع
1. Lower Limb Anatomy Part IIB , Alexandria University Faculty of Medicine ,1st year, page.71